# Хенрик Морепловац
Хенрик (Енрике) Морепловац (порт. Henrique; Порто, 4. март 1394 — Сагре, 13. новембар 1460) је био трећи син краља Португалије Жоаоа I од Португалије, оснивача династије Авиз. Покренуо је велика португалска поморска открића. Учествовао је у многим поморским експедицијама и градњи нових и бржих бродова. Под његовим руководством Португалци су све више пловили на југ. Открили су Зеленортска острва, а колонизовали Канарска острва, Азорска острва и острва Мадеира. Енрике је био свестан великих могућност зараде од сахарских трговачких путева. Био је и очаран Африком. Сматра се да је започео португалску школу картографије служећи се методама које су и раније биле познате морнарима.

## Младост
Рођен је у болници као треће дете португалског краља Жоаоа I од Португалије. Мајка му је Филипа од Ланкастера, ћерка Џона од Гонта и сестра енглеског краља Хенрија IV. Хенри је био трећи преживели син краља Жоаоа I и његове жене Филипе, сестре енглеског краља Хенрија IV. Крштен је у Порту, а можда је и рођен тамо, вероватно када је краљевски пар живео у старој ковници града, која се сада зове Каса до Инфанте (Кнежева кућа), или у оближњој области. Друга могућност је да је рођен у манастиру Лека до Балио, у Лека да Палмеира, током истог периода боравка краљевског пара у граду Порто.
Његов отац и браћа су напали маварску луку Сеуту 1415. Сеута је дуго времена била база берберских пирата, који су нападали португалску обалу. Пирати би заробљавали становништво и продавали га као робље у Африци. Заузели су Сеуту. Енрике је намеравао да истражи обалу Африке, која је углавном била непозната Европљанима. Осим тога били су привучени и причама о злату у западној Африци и о хришћанској краљевини Презвитера Јована. Бродови, који су тада пловили Средоземним морем били су преспори и претешки за таква путовања. По Енрикеовим упутствима и вођством направљени су нови, много лакши бродови каравеле који су омогућавали капетанима да плове даље и брже. Изнад свега, била је веома управљива и могла је да плови „у ветар”, чинећи је у великој мери независним од преовлађујућих ветрова. Каравела је користила латинско једро, преовлађујућу опрему у хришћанској медитеранској пловидби од касне антике. Са овим бродом, португалски поморци су слободно истраживали непознате воде око Атлантика, од река и плитких вода до прекоокеанских путовања.
Отац га је 1419. поставио за гувернера провинције Алгарве.

## Средства и добици
Хенрик је 25. маја 1420. постао управник веома богатог Христовог реда, португалског наследника темпларског реда. Ту позицију је држао цели живот, а ред је био веома значајан извор средстава током целог Енрикеовог живота. Енрике је имао и других извора средстава. Када му је умро отац а најстарији брат постао краљ Португалије (Дуарте I од Португалије), добио је од брата право да задржи краљевски порез од свих зарада на трговини у новим подручјима које открије. Такође, стекао је и право да сам одобрава експедиције иза рта Божадор. Осим тога, Енрике је имао и различите монополе у Алгарвеу. Када му је умро брат, подржавао је регентство свог брата Педра , а заузврат су му потврђена права да задржава порез. Сем тога, Енрике је подстицао колонизацију Азора за време Педровог регентства (1439—1448).

## Спонзор португалских истраживања
У Алгарвеу, најјужнијој португалској провинцији, Енрике је поново населио једно место које је било на стратешкој позицији за поморске подухвате. То место је касније названо Вила до Инфанте, што значи „принчев град“. Одатле је Енрике спонзорисао путовања дуж обале Мауританије. Убрзо је почео да се бави продајом робова. Оближње место Лагос у Португалу је било тржиште робова и друге робе. Прве контакте са тржиштем робова имао је раније када је откупљивао Португалце од пирата који су их отели током напада на португалске бродове или насеља. Сада је Енрике почео да се бави продајом робова и то оправдавао покрштавањем робова.
Енрике је био заинтересован само за зараду на својим путовањима. Довозио је афричке робове у Лагос, ту их продавао и имао огромну зараду. За своја путовања користио је мале бродове, већином каравеле. Углавном би следио обалу, а ноћу би се заустављао и везивао брод уз обалу.

## Рани резултати Енрикеових истраживања
Све до Енрикеових поморских истраживања, рт Божадор је био најјужнија тачка позната Европљанима. Картагињани су 2.000 година раније познавали и јужнија подручја. Португалци су 1420. поново открили Мадеира острва, а на Енрикеов подстицај Португалци су та острва колонизовали 1430. Један од Енрикеових кормилара открио је 1427. Азорска острва. Португал их је колонизовао 1430.
Жил Еанес, командант једне од Енрикеових експедиција, први пут је 1434. прешао рт Божадор. Био је то велики продор јер се за то место сматрало да је близу краја света, са струјама које нису охрабривале трговачке подухвате.
Донирао је 1431. много кућа за Естудо Генерал који ће касније постати универзитет у Лисабону. Користећи нови тип бродова, експедиције су ишле све даље и даље. Дошли су 1441. до Белог рта. Залив Аргуин угледали су 1443. и ту су 1448. саградили важну тврђаву. Динис Дијас је дошао до реке Сенегал и до Зеленог рта 1444. Већ тада су истраживачи прешли границу пустиње. Енрикеова жеља се испунила јер је морским путем заобишао муслиманске копнене трговачке путеве преко западне Сахаре.
Робови и злато су почели да стижу у Португал захваљујући напорима Енрикеа Морепловца. Португал је захваљујући приливу злата 1452. исковао прве златнике "крусадо". Од 1444. до 1446. из Лагоса је за Енрикеа пловило око четрдесет бродова. Започела је прва приватна трговачка експедиција. Алвис Кадамосто је истражујући атлантску обалу Африке открио неколико острва крај Зеленог рта између 1455. и 1456. Кадамосто је на првом путовању посетио острва Мадеира и Канарска острва. На свом другом путовању, Кадамосто је постао први Европљанин који је открио Зеленортска острва (Антонио Ноли је касније тврдио да је он био први). До 1462. Португалци су истражили обалу Африке до данашње државе Сијера Леоне. Двадесет осам година касније Бартоломео Дијас долази до најјужније тачке Африке и тако доказује да се Африка може опловити. Васко да Гама након тога 1498. доспева до Индије.

## Порекло надимка „Морепловац“
Нико није користио надимак „Хенри Морепловац“ да ословљава на принца Хенрика током његовог живота или у наредна три века. Термин су сковала два немачка историчара из деветнаестог века: Хајнрих Шефер и Гистав де Вер. Касније су га популарисала два британска аутора који су га уврстили у насловима својих биографија принца: Хенри Мејџор 1868. и Рејмонд Бизли 1895. године. У португалском, чак и у модерно доба, неуобичајено је да га називају овим епитетом; пожељна употреба је „Инфанте Д. Енрике”.
За разлику од своје браће, савременици принца Хенрија нису хвалили за интелектуални дар. Тек су му каснији хроничари као што су Жоао де Барос и Дамијао де Гојс приписали научни карактер и интересовање за космографију. Мит о „школи Сагрес” коју је наводно основао принц Хенрик настао је у 17. веку, углавном од стране Самјуела Пурчаса и Антоана Превоа. У Португалији у деветнаестом веку, идеализована визија принца Хенрија као наводног пионира истраживања и науке достигла је свој врхунац.
Путовања по Бразилу, у годинама 1817–1820: Предузели су по команди Његовог Величанства краља Баварске др Ј.Б. Вон Спикs и др Ц.Ф.П. Вон Мартиус, објављенo 1824. године, односи се на увођење шећерне трске у Бразил од стране „младог Дон Хенрика Навегадора“.

## Дикција
- Simaan, Arkan. L'Écuyer d'Henri le Navigateur. ISBN 978-2-296-03687-1., Éditions l'Harmattan, Paris. Историјски роман заснован на Зурариним хроникама, написан на француском језику.

## Породично стабло
|  |                                                  |  |  |  |  |  |  |  |  |  |  |  |  |  |  |  |
|  | 16. Динис од Португалије                         |  |  |  |  |  |  |  |  |  |  |  |  |  |  |  |
|  |                                                  |  |  |  |  |  |  |  |  |  |  |  |  |  |  |  |
|  |                                                  |  |  |  |  |  |  |  |  |  |  |  |  |  |  |  |
|  | 8. Афонсо IV од Португалије                      |  |  |  |  |  |  |  |  |  |  |  |  |  |  |  |
|  |                                                  |  |  |  |  |  |  |  |  |  |  |  |  |  |  |  |
|  |                                                  |  |  |  |  |  |  |  |  |  |  |  |  |  |  |  |
|  | 17. Елизабета од Арагона                         |  |  |  |  |  |  |  |  |  |  |  |  |  |  |  |
|  |                                                  |  |  |  |  |  |  |  |  |  |  |  |  |  |  |  |
|  |                                                  |  |  |  |  |  |  |  |  |  |  |  |  |  |  |  |
|  | 4. Педро I од Португалије                        |  |  |  |  |  |  |  |  |  |  |  |  |  |  |  |
|  |                                                  |  |  |  |  |  |  |  |  |  |  |  |  |  |  |  |
|  |                                                  |  |  |  |  |  |  |  |  |  |  |  |  |  |  |  |
|  | 18. Санчо IV од Кастиље                          |  |  |  |  |  |  |  |  |  |  |  |  |  |  |  |
|  |                                                  |  |  |  |  |  |  |  |  |  |  |  |  |  |  |  |
|  |                                                  |  |  |  |  |  |  |  |  |  |  |  |  |  |  |  |
|  | 9. Беатрис од Кастиље                            |  |  |  |  |  |  |  |  |  |  |  |  |  |  |  |
|  |                                                  |  |  |  |  |  |  |  |  |  |  |  |  |  |  |  |
|  |                                                  |  |  |  |  |  |  |  |  |  |  |  |  |  |  |  |
|  | 19. Марија де Молина                             |  |  |  |  |  |  |  |  |  |  |  |  |  |  |  |
|  |                                                  |  |  |  |  |  |  |  |  |  |  |  |  |  |  |  |
|  |                                                  |  |  |  |  |  |  |  |  |  |  |  |  |  |  |  |
|  | 2. Жоао I                                        |  |  |  |  |  |  |  |  |  |  |  |  |  |  |  |
|  |                                                  |  |  |  |  |  |  |  |  |  |  |  |  |  |  |  |
|  |                                                  |  |  |  |  |  |  |  |  |  |  |  |  |  |  |  |
|  | 20. Martim Lourenço                              |  |  |  |  |  |  |  |  |  |  |  |  |  |  |  |
|  |                                                  |  |  |  |  |  |  |  |  |  |  |  |  |  |  |  |
|  |                                                  |  |  |  |  |  |  |  |  |  |  |  |  |  |  |  |
|  | 10. Лоуренцо Мартинс                             |  |  |  |  |  |  |  |  |  |  |  |  |  |  |  |
|  |                                                  |  |  |  |  |  |  |  |  |  |  |  |  |  |  |  |
|  |                                                  |  |  |  |  |  |  |  |  |  |  |  |  |  |  |  |
|  | 5. Тереза Лоуренцо                               |  |  |  |  |  |  |  |  |  |  |  |  |  |  |  |
|  |                                                  |  |  |  |  |  |  |  |  |  |  |  |  |  |  |  |
|  |                                                  |  |  |  |  |  |  |  |  |  |  |  |  |  |  |  |
|  | 11. Санча Мартинс                                |  |  |  |  |  |  |  |  |  |  |  |  |  |  |  |
|  |                                                  |  |  |  |  |  |  |  |  |  |  |  |  |  |  |  |
|  |                                                  |  |  |  |  |  |  |  |  |  |  |  |  |  |  |  |
|  | 1. Хенрик Морепловац                             |  |  |  |  |  |  |  |  |  |  |  |  |  |  |  |
|  |                                                  |  |  |  |  |  |  |  |  |  |  |  |  |  |  |  |
|  |                                                  |  |  |  |  |  |  |  |  |  |  |  |  |  |  |  |
|  | 24. Едвард II Плантагенет                        |  |  |  |  |  |  |  |  |  |  |  |  |  |  |  |
|  |                                                  |  |  |  |  |  |  |  |  |  |  |  |  |  |  |  |
|  |                                                  |  |  |  |  |  |  |  |  |  |  |  |  |  |  |  |
|  | 12. Едвард III Плантагенет                       |  |  |  |  |  |  |  |  |  |  |  |  |  |  |  |
|  |                                                  |  |  |  |  |  |  |  |  |  |  |  |  |  |  |  |
|  |                                                  |  |  |  |  |  |  |  |  |  |  |  |  |  |  |  |
|  | 25. Изабела Француска                            |  |  |  |  |  |  |  |  |  |  |  |  |  |  |  |
|  |                                                  |  |  |  |  |  |  |  |  |  |  |  |  |  |  |  |
|  |                                                  |  |  |  |  |  |  |  |  |  |  |  |  |  |  |  |
|  | 6. Џон од Гента                                  |  |  |  |  |  |  |  |  |  |  |  |  |  |  |  |
|  |                                                  |  |  |  |  |  |  |  |  |  |  |  |  |  |  |  |
|  |                                                  |  |  |  |  |  |  |  |  |  |  |  |  |  |  |  |
|  | 26. Вилијам I, гроф од Еноа                      |  |  |  |  |  |  |  |  |  |  |  |  |  |  |  |
|  |                                                  |  |  |  |  |  |  |  |  |  |  |  |  |  |  |  |
|  |                                                  |  |  |  |  |  |  |  |  |  |  |  |  |  |  |  |
|  | 13. Филипа од Еноа                               |  |  |  |  |  |  |  |  |  |  |  |  |  |  |  |
|  |                                                  |  |  |  |  |  |  |  |  |  |  |  |  |  |  |  |
|  |                                                  |  |  |  |  |  |  |  |  |  |  |  |  |  |  |  |
|  | 27. Жана од Валоа                                |  |  |  |  |  |  |  |  |  |  |  |  |  |  |  |
|  |                                                  |  |  |  |  |  |  |  |  |  |  |  |  |  |  |  |
|  |                                                  |  |  |  |  |  |  |  |  |  |  |  |  |  |  |  |
|  | 3. Филипа од Ланкастера                          |  |  |  |  |  |  |  |  |  |  |  |  |  |  |  |
|  |                                                  |  |  |  |  |  |  |  |  |  |  |  |  |  |  |  |
|  |                                                  |  |  |  |  |  |  |  |  |  |  |  |  |  |  |  |
|  | 28. Хенри, 3. гроф од Ланкастера                 |  |  |  |  |  |  |  |  |  |  |  |  |  |  |  |
|  |                                                  |  |  |  |  |  |  |  |  |  |  |  |  |  |  |  |
|  |                                                  |  |  |  |  |  |  |  |  |  |  |  |  |  |  |  |
|  | 14. Хенри од Гросмонта, 1. војвода од Ланкастера |  |  |  |  |  |  |  |  |  |  |  |  |  |  |  |
|  |                                                  |  |  |  |  |  |  |  |  |  |  |  |  |  |  |  |
|  |                                                  |  |  |  |  |  |  |  |  |  |  |  |  |  |  |  |
|  | 29. Maud Chaworth                                |  |  |  |  |  |  |  |  |  |  |  |  |  |  |  |
|  |                                                  |  |  |  |  |  |  |  |  |  |  |  |  |  |  |  |
|  |                                                  |  |  |  |  |  |  |  |  |  |  |  |  |  |  |  |
|  | 7. Бланш од Ланкастера                           |  |  |  |  |  |  |  |  |  |  |  |  |  |  |  |
|  |                                                  |  |  |  |  |  |  |  |  |  |  |  |  |  |  |  |
|  |                                                  |  |  |  |  |  |  |  |  |  |  |  |  |  |  |  |
|  | 30. Henry de Beaumont, 4th Earl of Buchan        |  |  |  |  |  |  |  |  |  |  |  |  |  |  |  |
|  |                                                  |  |  |  |  |  |  |  |  |  |  |  |  |  |  |  |
|  |                                                  |  |  |  |  |  |  |  |  |  |  |  |  |  |  |  |
|  | 15. Изабела Бомон                                |  |  |  |  |  |  |  |  |  |  |  |  |  |  |  |
|  |                                                  |  |  |  |  |  |  |  |  |  |  |  |  |  |  |  |
|  |                                                  |  |  |  |  |  |  |  |  |  |  |  |  |  |  |  |
|  | 31. Alice Comyn                                  |  |  |  |  |  |  |  |  |  |  |  |  |  |  |  |
|  |                                                  |  |  |  |  |  |  |  |  |  |  |  |  |  |  |  |
|  |                                                  |  |  |  |  |  |  |  |  |  |  |  |  |  |  |  |